# Mäntyjärvi (sjö i Lieksa, Norra Karelen)
Mäntyjärvi är en sjö i kommunen Lieksa i landskapet Norra Karelen i Finland. Sjön ligger 165,9 meter över havet. Den är 12,5 meter djup. Arean är 1,65 kvadratkilometer och strandlinjen är 11,87 kilometer lång. Sjön  ingår i Vuoksens huvudavrinningsområde.   Den ligger omkring 68 kilometer nordöst om Joensuu och omkring 440 kilometer nordöst om Helsingfors. 
I sjön finns öarna Lammassaari och Matikkasaari. 